# Kazallu
Kazallu was een stad in centraal Mesopotamië, waarschijnlijk op ongeveer 15 km noordnoordwest van de stad Babylon.
De eerste vermelding van de stad is mogelijk van de tijd van Sargon van Akkad, rond 2330 v.Chr. en onder diens zoon Rimuš worden er gevechten met de mannen van Kazallu gemeld. Maar de stad speelde pas een grotere rol in de tijd van het laatste Sumerische rijk, dat van Ur III. In het jaar 12 van Shulgi (2082) vermeldt het eponiem dat ‘’Numushda van Kazallu de tempel ingebracht werd.’’
Uit de tijd van Amar-Suen en Shu-Suen van Ur III is het bekend dat rond 2040-2030 v.Chr, Apillasha aangesteld was als gouverneur van de stad
Ook na het smadelijke einde van Ur III onder Ibbi-sin speelde Kazallu een belangrijke rol in de machtsstrijd die losbrandde om de macht in het voormalige Sumerische rijk. Ishbi-irra van Isin schreef een dreigbrief aan Puzur-Shulgi van Kazallu om zich aan zijn gezag te onderwerpen en enige tijd was de stad onderhorig aan Isin, maar in het jaar e van Irra-imitti (1868-1837) van Isin vermeldt het eponiem dat de stadsmuur van Kazallu verwoest werd.
Eponiemen uit Larsa en Babylon vermelden de stad ook: Sumuel van Larsa (jaren 4 en 15), Sin-iqisham van Larsa (2b, 5a), Warad-Sin van Larsa (jaar 2), Sumuabum van Babylon (13a, 13b, 14) Sumulael van Babylon (3, 18, 20, 21) Sabium van Babylon (12) Sin-muballit van Babylon en Rim-Anum van Uruk OB (ba)
De stad werd uiteindelijk waarschijnlijk rond 1800 v.Chr voorgoed door de Babyloniërs  verwoest.

## Marad
De precieze locatie van Kazallu is onbekend en er zijn dus geen archeologische vondsten te melden. De stad wordt vaak samen genoemd met Marad, omdat men vermoedt dat in het begin van de Oud-Babylonische tijd de beide steden tot één koninkrijk behoorden. Marad is echter wel opgegraven en de vondsten lijken dat niet te bevestigen.